# Grêmio Atlético Sampaio
Grêmio Atlético Sampaio o GAS es un club brasileño de fútbol de la ciudad de Boa Vista, estado de Roraima. Sus colores son el amarillo, azul y rojo. 
Entre 2018 y 2022 representó al municipio de Caracaraí.

## Historia
A mediados de la década de 1960 llegaron a Roraima varios militares del Ejército Brasileño, de diversos puntos del país. Entre ellos estaba Agenor Sampaio que, el 11 de junio de 1965 fundó, en un cuartel en la ciudad de Boa Vista, el Grêmio Atlético Sampaio - GAS. El nombre fue un homenaje a su paisano General Sampaio, gran militar cearense.
La mascota elegida fue el león - de ahí los apodos Leão do Norte y Leão Dourado. El escudo del club era diferente del actual, aunque similar.
El escudo actual tiene las mismas características del antiguo. El nuevo formato es un poco más cuadrado, con un saliente al fondo, pero permanece rojo. Además, las cosas están parecidas, con el nombre SAMPAIO abajo, las estrellas y la mascota visto de lado.
En 2018, El GAS decidió cambiar de sede, dejando Boa Vista y yendo a la ciudad de Caracaraí, donde permaneció durante 4 años. En 2023, el club vuelve a albergar sus partidos en la capital de Roraima.

## Palmarés
- Campeonato Roraimense: 1 (2024).

## Desempeño en competiciones

### Campeonato Roraimense
| Año  | Posición |
| ---- | -------- |
| 1996 | 2.º      |
| 1997 | 6.º      |
| 1998 | 5.º      |
| 1999 | 6.º      |
| 2000 | 7.º      |
| 2001 | 5.º      |
| 2002 | 6.º      |
| 2003 | 6.º      |
| 2004 | 8.º      |
| 2005 | 8.º      |
| 2006 | 8.º      |
| 2007 | 5.º      |
| 2008 | 8.º      |
| 2009 | 4.º      |
| 2010 | 5.º      |
| 2011 | 5.°      |
| 2012 | 6.°      |
| 2013 | 4.º      |
| 2014 | 6.º      |
| 2015 | 6.º      |
| 2017 | 6.º      |
| 2018 | 4.º      |
| 2019 | 4.º      |
| 2020 | 2.º      |
| 2021 | 4.º      |
| 2023 | 2.º      |
| 2024 | campeón  |
| 2025 | campeón  |

### Campeonato Brasileño de Serie C
| Año  | Posición |
| ---- | -------- |
| 1996 | 58.º     |

### Campeonato Brasileño de Serie D
| Año  | Posición |
| ---- | -------- |
| 2021 | 56.º     |

### Copa Verde
| Año  | Posición |
| ---- | -------- |
| 2025 | 20.º     |